# Slavín

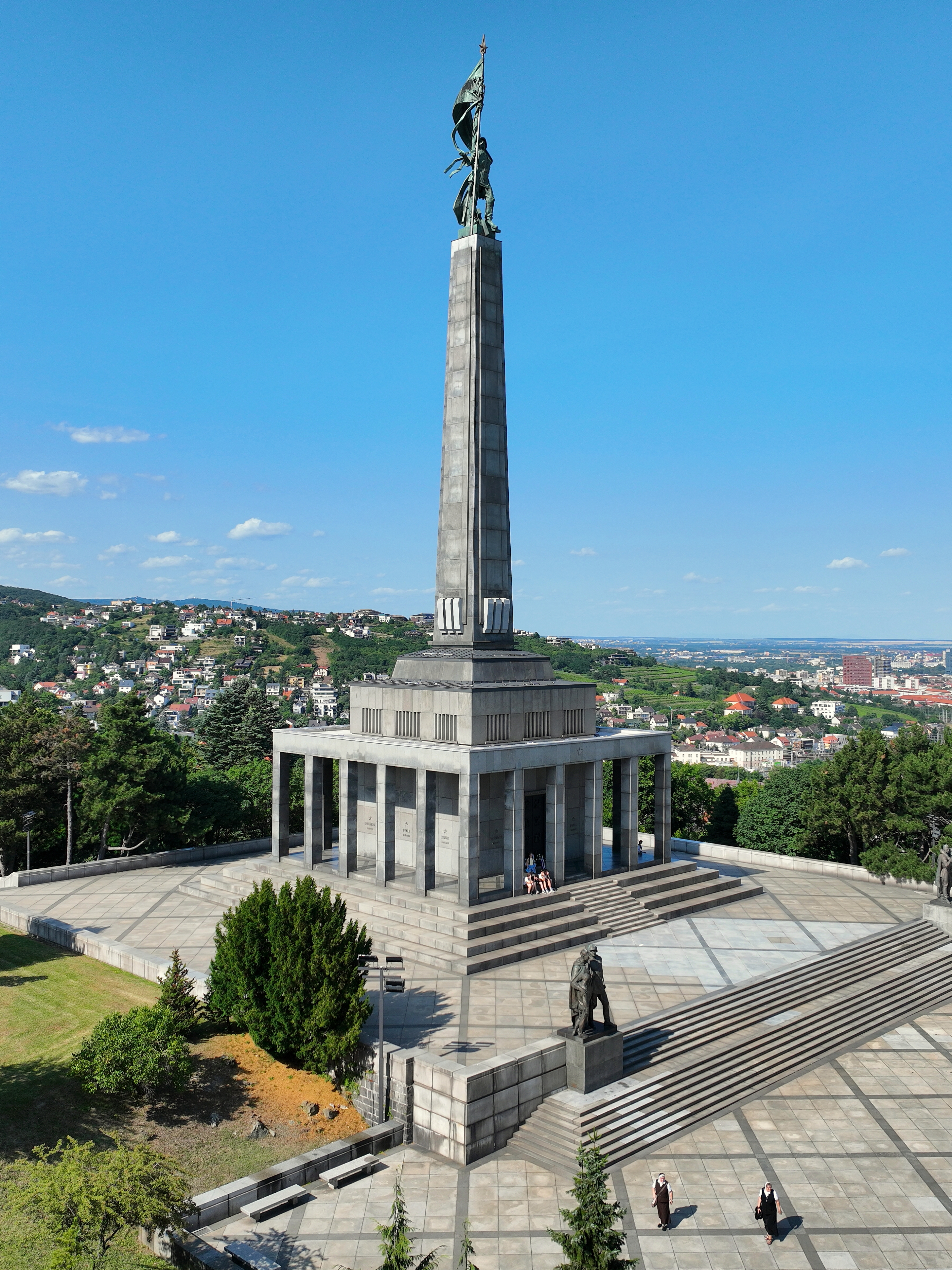
Slavín

Slavín ist der Name eines Kriegerdenkmales und Friedhofes in Bratislava zu Ehren der Sowjetsoldaten, die im Verlaufe des Zweiten Weltkriegs bei der Eroberung der Stadt Bratislava im April 1945 ihr Leben ließen.
Es befindet sich auf einem Berg im westlichen Teil der Bratislavaer Altstadt.
Das von Ján Svetlík entworfene Ehrenmal wurde zwischen 1957 und 1960 auf dem Gelände eines sowjetischen Ehrenfriedhofes erbaut und am 3. April 1960 zum 15. Jahrestag der Befreiung der Stadt der Öffentlichkeit übergeben. 1961 wurde es zu einem nationalen Kulturdenkmal erklärt.
Das Areal besteht aus:
- Einem alles überragenden 39,5 Meter hohen Obelisken mit der Statue eines siegreichen Sowjetsoldaten auf seiner Spitze und an den Außenwänden angebrachten Inschriften mit Daten der Befreiung verschiedener Orte in der Slowakei in den Jahren 1944–1945.
- einer Ehrentreppe
- einem Friedhof mit Gräbern (6 Massengräber, 278 Einzelgräber) von 6.845 Sowjetsoldaten
- einer zentralen Ehrenhalle mit verschiedenen Statuen, Inschriften und einem symbolischen Sarkophag aus weißem Marmor gefertigt.